# عالمة اللغة جين سيمبسون
جين سيمبسون هي لغوية أسترالية وأستاذة فخرية في الجامعة الوطنية الأسترالية. 
لدى سيمبسون درجة البكالوريوس (مع مرتبة الشرف) والماجستير (1977) منالجامعة الوطنية الأسترالية . كانت درجة البكالوريوس تخصصات في الأدب الصيني والإنجليزي، مع مرتبة الشرف في اللغة الإنجليزية الوسطى. والدكتوراه من معهد ماساتشوستس للتكنولوجيا في عام 1983، وكانت أطروحتها عبارة عن دراسة تفصيلية لـلغة الوارلبيري في إطار القواعد المعجمية الوظيفية. 
يركز بحث سيمبسون على اللغات الأصلية في أستراليا. لقد عملت على نطاق واسع مع لغة وارومونغو، وساعدت على إنشاء مركز لغة في تينانت كريك.  كما ساعدت أيضًا في إنشاء أرشيف رقمي لمواد لغة السكان الأصليين.  كان ذلك خلال فترة عملها في المعهد الأسترالي لدراسات السكان الأصليين . نشرت مجموعة واسعة من المواضيع المتعلقة باللغات الأسترالية، بما في ذلك تغيير اللغة، والخطاب والبنية النحوية، والصرف النحوي، وعلم الدلالة، والمعجم. كانت كبيرة الباحثين، مع جيليان ويجلزورث وباتريك ماكونفيل، في مشاريع اكتساب لغة أطفال السكان الأصليين.  
في عام 2005، شاركت سيمبسون في افتتاح كين هيل للمعهد الصيفي لجمعية اللغويات الأمريكية مع ماري لورين وديفيد ناش.  وهي الآن نائبة مدير مركز التميز لديناميكيات اللغة في الجامعة الوطنية الأسترالية.  من 1989 إلى 2010 قامت سيمبسون بالتدريس في جامعة سيدني في قسم اللغويات. وفي الفترة من 2011 إلى 2014، كانت الرئيسة الافتتاحية لقسم علم اللغة الأصلي ورئيسة كلية الآداب واللغات واللغويات في الجامعة الوطنية الأسترالية.
في عام 2020، أُنتخب سيمبسون زميلًا في أكاديمية العلوم الاجتماعية في أستراليا والأكاديمية الأسترالية للعلوم الإنسانية.  

## الروابط الخارجية
- البروفيسور جين سيمبسون
- الصفحة الرئيسية – مركز التميز لديناميكيات اللغة